# Guangzhou Automobile Cie
Guangzhou Automobile Cie (ou GAC) est un constructeur automobile chinois. C'est le sixième constructeur automobile du pays, avec une production de 1,170 million de véhicules en 2014 .

## Histoire
Le groupe a été créé le 8 juin 2000, par l'agrégation des sociétés Guangzhou Automobiles Cie Ltd et Guangzhou Motors Group Company (précédemment Guangzhou Wuyang Group Company). Le capital est détenu par la municipalité de Guangzhou et des capitaux d'État. En 2007, GAIG a produit un peu moins de 50 000 automobiles et 890 000 motos, réalisant un chiffre d'affaires de 100 milliards de RMB. La production atteint 508 000 automobiles en 2017.
Après la création de sa structure en 1997, GAIG a choisi ses partenaires pour mener à bien le projet de construction de voitures de tourisme, et a créé la coentreprise Guangzhou Honda Cie et autobus Cie, deux entreprises avec la participation de Guangzhou Isuzu avec ses associés japonais. Le développement du groupe a conduit GAIG à se structurer en cinq secteurs de production : voitures de tourisme, autobus, camions de faible puissance, motos, et pièces détachées automobiles avec un Centre commun de R&D. GAIG a investi dans 38 entreprises en participation avec plus de 10 associés étrangers.
Après l'entrée de la Chine dans l'OMC, la société s'est transformée en société anonyme le 28 juin 2005. Le capital est actuellement[Quand ?] réparti entre Guangzhou Automobile Industry Group Co., Wanxiang Group Corporation, Chine National Machinery Industry Corporation, un Groupement d'entreprises sidérurgiques et Guangzhou Carillon-Long hôtel Cie : GAIG détient 91,9346 % du capital, Wanxiang Group Corporation détient 3,99 %, Chine National Machinery Industry Corporation 3,69 %, le groupe d'entreprises sidérurgiques détient 0,2 % et Carillon-Long hôtel Cie 0,1845 %.
En 2008, Guangzhou Automobiles a racheté la licence et l'outillage de production pour construire l'Alfa Romeo 166. Le constructeur chinois a également engagé depuis le milieu d'année 2008 des discussions avec Fiat Group Automobiles pour créer une coentreprise avec Fiat et fabriquer d'autres modèles de la gamme mondiale de Fiat Automobiles.

## Produits
Les productions actuelles[Quand ?] sont les Guangqi Honda Accord, voiture de tourisme, l'autobus luxueux Guangzhou Gala, Yangcheng, un camion de faible puissance et les motos Wuyang-Honda.
Les produits GAC sont vendus dans l'ensemble du territoire Chinois et certains sont même exportés vers l'Europe, l'Amérique et l'Asie.